# 천안 라마다 호텔 화재
 천안 라마다 호텔 화재는 2019년 1월 14일 충청남도 천안시 서북구 쌍용동에 있는 라마다호텔에서 발생한 화재 사고이다.
불은 지하 1층에서부터 시작되었다.

## 대응
천안서북소방서는 화재가 발생하자 대응2단계를 발령하고 인근 아산소방서, 공주소방서 등에서 인력과 장비를 지원 받았다. 소방장비 64대와 인원 230명을 긴급 투입, 화재 진화에 총력을 기울었다.

## 논란
부상자 중 1명은 이날 YTN과의 인터뷰에서 "화재경보기를 틀기 위해 직원이 눌렀지만 경보음은 울리지 않았다"고 증언하였다.
화재 발생 당시 건물 내부에 있던 일부 입주 상인들은 화재경보음을 듣지 못했다고 했고, 병원에서 치료 받고 있던 입주 상인도 화재경보음을 듣지 못했고 창가에 연기가 올라오는 곳을 보고 화재가 발생했다는 사실을 알았다고 한다. 스프링클러 등 화재 대응 장치가 법적 규정에 맞게 설치되었는지는 정밀 감식을 통해서 확인 할 예정이다.

## 같이 보기
- 라마다